# Замок Каррігагнасс
Замок Карріганасс (англ. Carriganass Castle, ірл. Caisleán Charraig) — замок Харрагь, замок Скелі Водоспаду — один із замків Ірландії, розташований у графстві Корк, на відстані 8 км від міста Бантрі, недалеко від селища Келкілл, що в західному Корку. Замок баштового типу, побудований у XVI столітті.

## Історія замку Карріганасс
Замок Карріганасс збудований в 1540 році ірландським ватажком Дермотом О'Салліваном з клану О'Салліван Бер, що володів значними землями в західному Корку протягом XVI — на початку XVII століття. Замок переходив із рук у руки — ним володіли різні люди з клану О'Салліван внаслідок внутрішньокланової ворожнечі й боротьбу за владу в клані, що тривала до 1601 року, коли вождь клану О'Салліван підтримав ірландського ватажка Х'ю О'Нейла в битві під Кінсейлом. Ірландська армія була розбита, англійський офіцер сер Джордж Кер'ю переслідував сили О'Саллівана на півострові Бера, що був базою клану О'Салліван. Невеликий гарнізон був залишений у замку Карріганасс, тоді як основні загони клану О'Салліван пішли до замку Дунбой. Англійська армія під командуванням Джорджа Кер'ю захопила штурмом замок Карріганасс, а потім рушила до замку Дунбой. Замок Карріганасс був конфіскований у клану О'Салліван і дарований аристократичній родині Барретт. Ця родина володіла замком Карріганасс до 1930-тих років, хоча жила не в самому замку, а в збудованому поруч новому будинку. Замок був закинутий, стояв пусткою і поступово перетворився на повну руїну.

## Особливості архітектури
Замок Карріганасс являє собою типовий замок баштового типу XVI століття збудований в ірландському стилі. Він був оточений зовнішньою стіною висотою 14 футів. Головна башта замку стоїть на скелі, що нависає над річкою Овейн. Крім основної башти були ще 4 кутові башти. Головний вхід до замку був через ворота, розташовані у північній стіні. Основна вежа примикала до західної стіни замку. Замок продовжує руйнуватися і схоже нікому немає до нього ніякого діла. У той же час замок становить історичну цінність і може бути використаний як об'єкт туризму. Він розташований на туристичному маршруті західного Корка. Мимо замку проходив знаменитий марш О'Саллівана під час Дев'ятирічної війни за незалежність Ірландії (1595—1604), що йшов від півострова Бера до земель Брейфне. Пізніше О'Салліван приєднався до «Втечі графів» і покинув Ірландію після поразки повстання за незалежність. Крім того, замок розташований на так званій «Дорозі пілігрима» — шляху подорожі святого Фіннбарравід Дрімолігу до Гоган Барра.